# Jomfruskørt
Jomfruskørt (Convolvulus tricolor) er plante i snerlefamilien som er hjemmehørende i middelshavsområdet. Det er en kort til mellemlang etårig plante med enlige, langstilkede blomster. Blomsten er en ca. 3 cm bred tragtformet blomst, som er trefarvet med blå yderst, hvid og gul i centrum.
Jomfruskørt er hjemmehørende i Middelhavsområdet, især i den sydlige del, men den ses lejlighedsvis i andre områder med lignende klima. I Spanien findes den på De Baleariske Øer og i Andalusien, især på Costa del Sol.
Den dyrkes som prydplante i haver. Arten og sorten 'Blue Ensign' har begge modtaget det britiske Royal Horticultural Societys pris Award of Garden Merit. Jomfruskørt findes af og til forvildet i Danmark.

## Galleri
- Blomst
- Blad
- Frugtkapsel